# Asprópyrgos
Asprópyrgos (en grec moderne : Ασπρόπυργος) est une ville de l’ouest de l’Attique. Au recensement de 2001, elle comptait 27 741 habitants.
C'est un grand centre industriel.